# Marie Tonoir
Marie Thérèse Tonoir, née à Lyon le 25 août 1860 et morte à Jausiers le 12 mars 1934, est une peintre française.

## Biographie
Marie Tonoir étudie la peinture sous la direction de Joseph Guichard et Pierre Miciol. Elle rencontre à Lyon le peintre Jean Caire qu'elle épouse en 1887. Le couple se rend à Paris où les deux artistes poursuivent leur formation à l'Académie Julian et participent à de nombreuses expositions. Elle reçoit une troisième médaille au Salon des artistes français de 1892.
En 1899, le couple s'installe dans la propriété familiale des Davis à Jausiers. Elle continue à se consacrer à la peinture tandis que son mari se consacre de plus en plus au développement économique de la vallée de l'Ubaye.
Le couple se rend durant l'hiver 1899-1900 dans l'oasis de Biskra en Algérie, lieu qui accueille une importante communauté d'artistes et d'écrivains. Marie Tonoir y peint le portrait de plusieurs femmes dont celui intitulé Femme de Biskra, que la poste française a reproduit en timbre en 2012. Marie devient membre de la Société des peintres orientalistes français.

## Œuvres

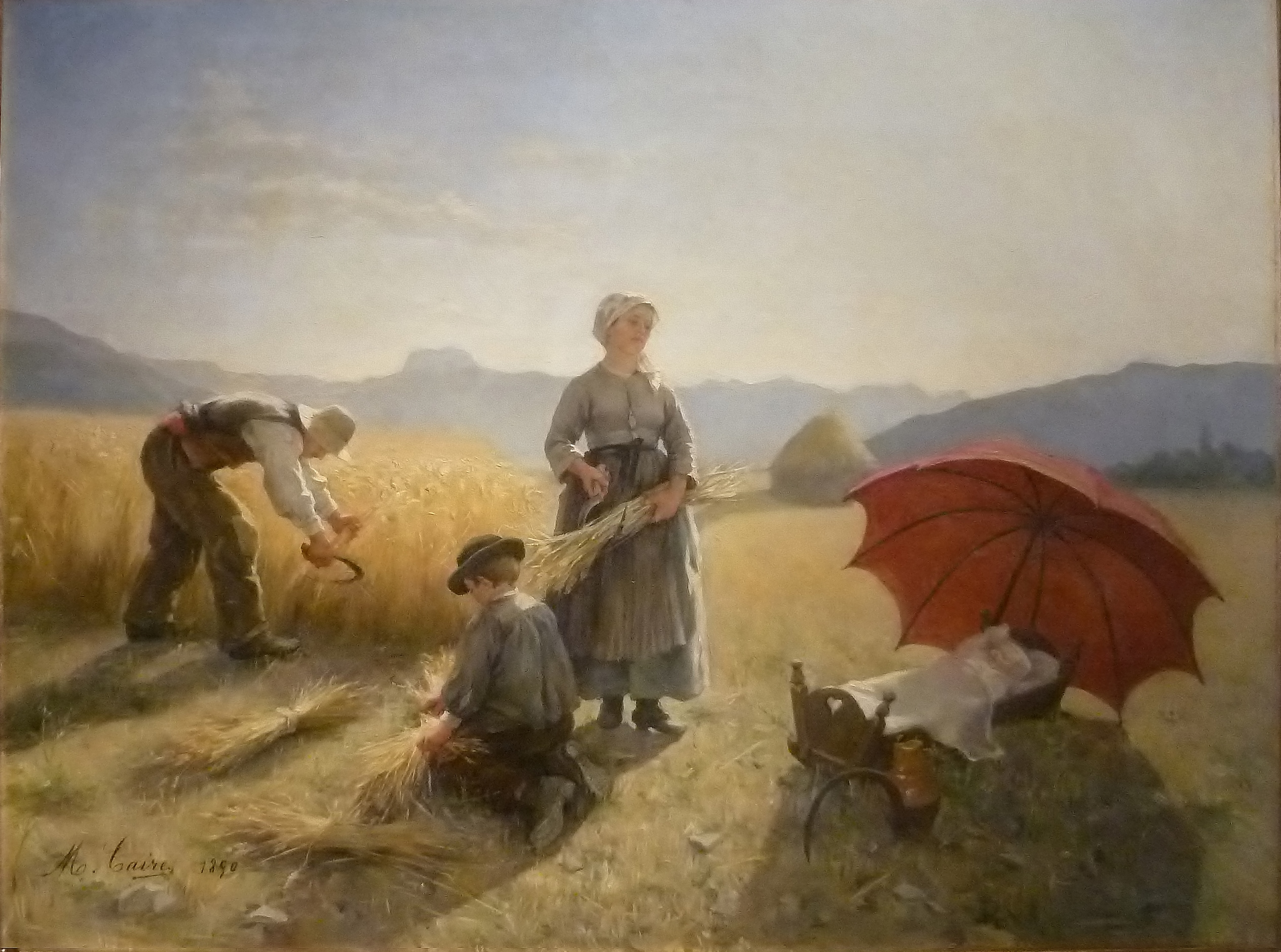
Famille aux champs (vers 1890), Barcelonnette, musée de la Vallée de l'Ubaye.

- Barcelonnette, musée de la Vallée de l'Ubaye : 
  - Jeune fille de Biskra ;
  - Jeune fille à la coiffe ;
  - Femme à l'éventail ;
  - Le Rétameur ;
  - Le Rémouleur ;
  - Enfants jouant sous la lampe ;
  - Famille aux champs, vers 1890[3] ;
  - La Dame au fauteuil, dépôt du musée des Beaux-Arts de Lyon[4] ;
  - Femme à sa toilette, 1892, dépôt du musée Cantini[5] ;
  - Femme de Biskra, dépôt du musée du Quai Branly - Jacques-Chirac[6] ;
  - Fileuses algériennes, dépôt du musée du Quai Branly - Jacques-Chirac[7].
  - Moisson aux Sanières, 1890, huile sur toile, 89 × 116 cm[8]
- Digne, musée Gassendi : Salomé.
- Lyon :
  - musée des Beaux-Arts : 
    - La Dame aux cerises[9] ;
    - Réveil[10].

  - musée des Confluences : Femme au voile blanc.
- Marseille, musée Cantini : Nu après le bain[11].

Œuvres de Marie Tonoir
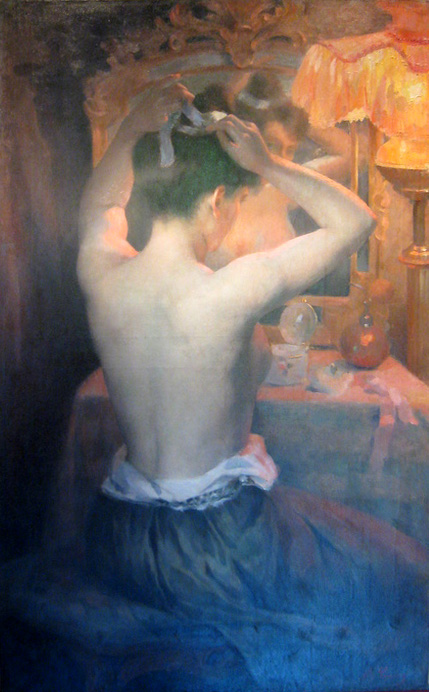
Femme à sa toilette, Barcelonnette, musée de la Vallée de l'Ubaye.
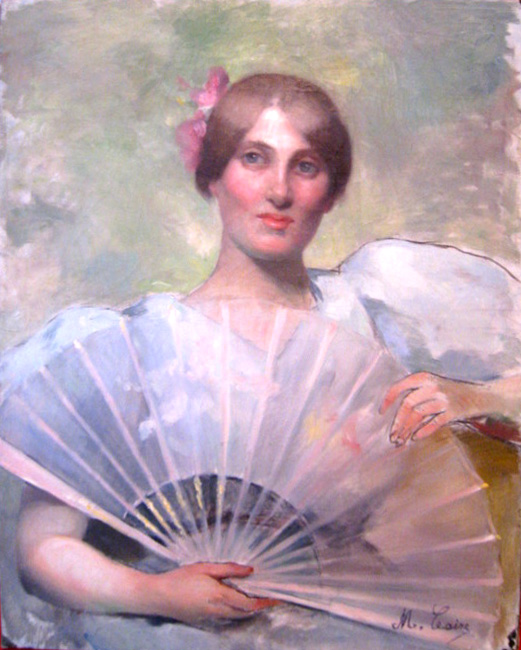
Femme à l'éventail, Barcelonnette, musée de la Vallée de l'Ubaye.
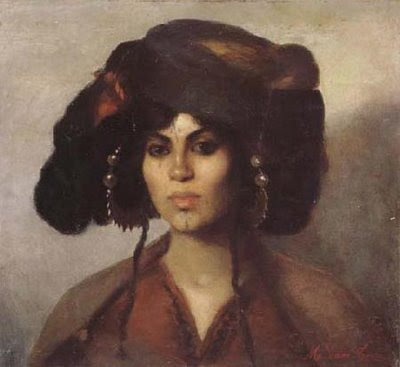
Femme de Biskra, Barcelonnette, musée de la Vallée de l'Ubaye.
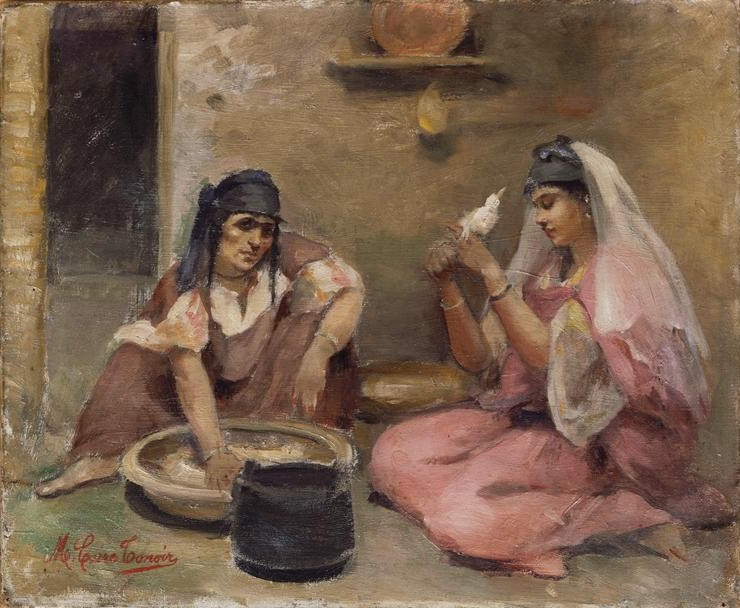
Fileuses algériennes, Barcelonnette, musée de la Vallée de l'Ubaye.
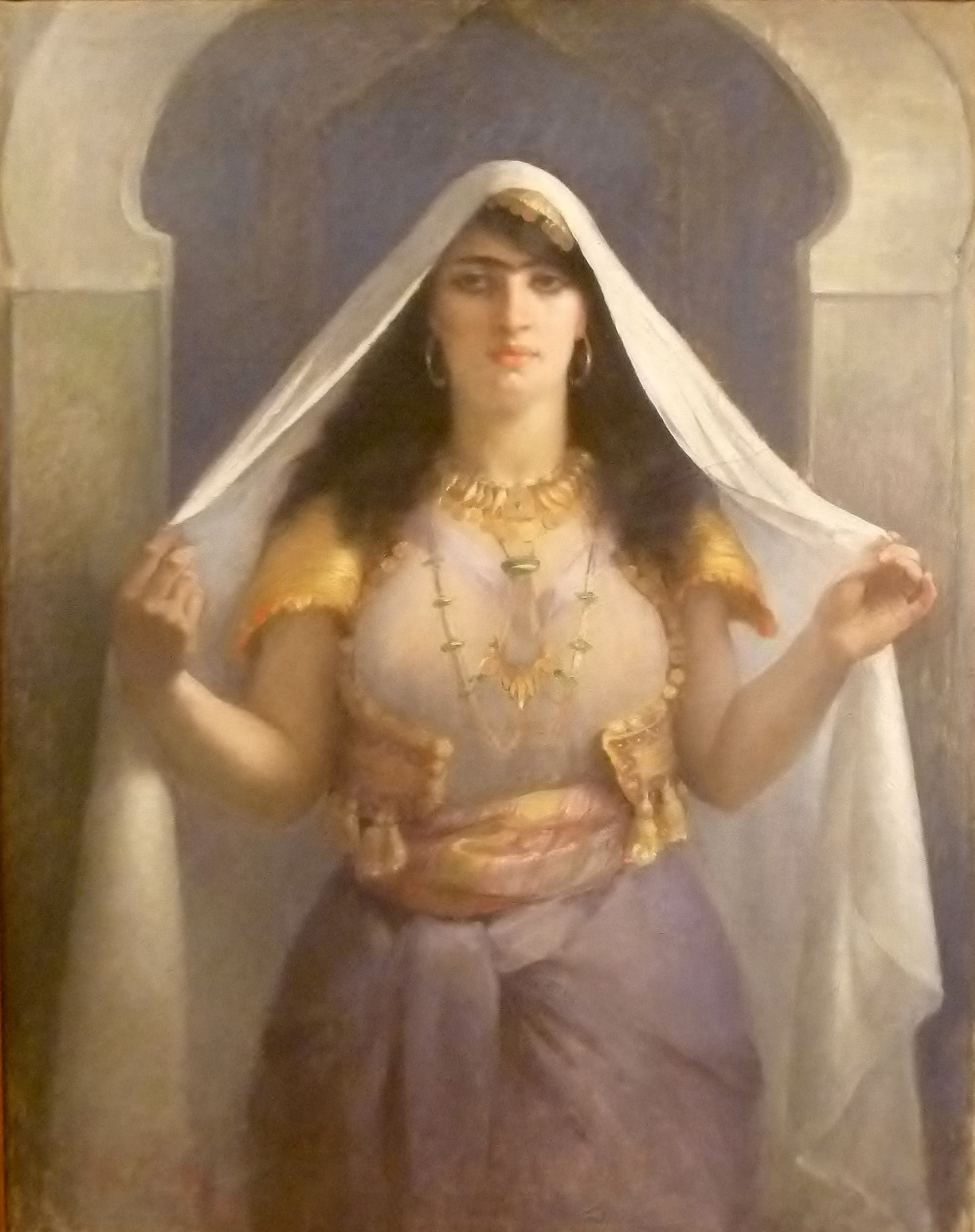
Femme au voile blanc, Lyon, musée des Confluences.

## Exposition
Elle fait partie des artistes présentées dans le cadre de l'exposition « Artistes voyageuses, l'appel des lointains – 1880-1944 » au palais Lumière d'Évian puis au musée de Pont-Aven en 2023.